# Тишох
Тишох или Тишех (ир. Taoiseach), множина Тишиг (ир. Taoisigh), назив је за премијера и шефа владе Републике Ирске. На ту позицију га поставља председник Ирске на основу предлога Дојл Ерена. Актуелни тишох је Михал Мартин.